# No Angels
No Angels é um  girl group alemão de música pop formado em 2000. Originalmente um quinteto, composto por Nadja Benaissa, Lucy Diakovska, Sandy Mölling, Vanessa Petruo e Jessica Wahls, elas se originaram na temporada de estreia da adaptação alemã do talent show Popstars e foram um dos primeiros atos surgidos em um programa de televisão a alcançar sucesso notável em toda a Europa Central no início dos anos 2000. Após o grande sucesso mundial com o single "Daylight in Your Eyes" e o álbum de estreia Elle'ments (2001), elas se estabeleceram como um dos grupos mais bem-sucedidos a surgir no Popstars. Com quatro músicas e álbuns número um na parada da Alemanha e mais de 5 milhões de discos vendidos, elas se tornaram um dos artistas de maior sucesso na história da música alemã, ganhando três ECHOs, um World Music Awards, um NRJ Music Awards, um Bambi e um Goldene Kamera.
Em 2003, já como um quarteto, sem Wahls, o grupo anunciou seu termino devido à exaustão, concentrando-se em suas carreiras solo na música, teatro, televisão e cinema. Em 2007, o grupo retornou com quatro membros, sem Petruo, e gravaram seu primeiro álbum de estúdio em mais de quatro anos, Destiny (2007). Um ano depois, elas representaram a Alemanha no Festival Eurovisão da Canção 2008 em Belgrado, Sérvia, onde terminaram em 23º lugar com sua música "Disappear". Um segundo álbum pós-reunião, intitulado  Welcome to the Dance (2009), fracassou comercialmente. Em setembro de 2010, Benaissa saiu oficialmente da banda por motivos particulares, deixando o No Angels como um trio antes de entrarem em outro hiato. No início de 2021, a banda se reformou como um quarteto, comemorando sua estreia em 2001. Seu sexto álbum de estúdio 20, uma coleção de regravações e novas canções, foi lançado em junho de 2021 e se tornou seu quarto sucesso nas paradas.

## Discografia

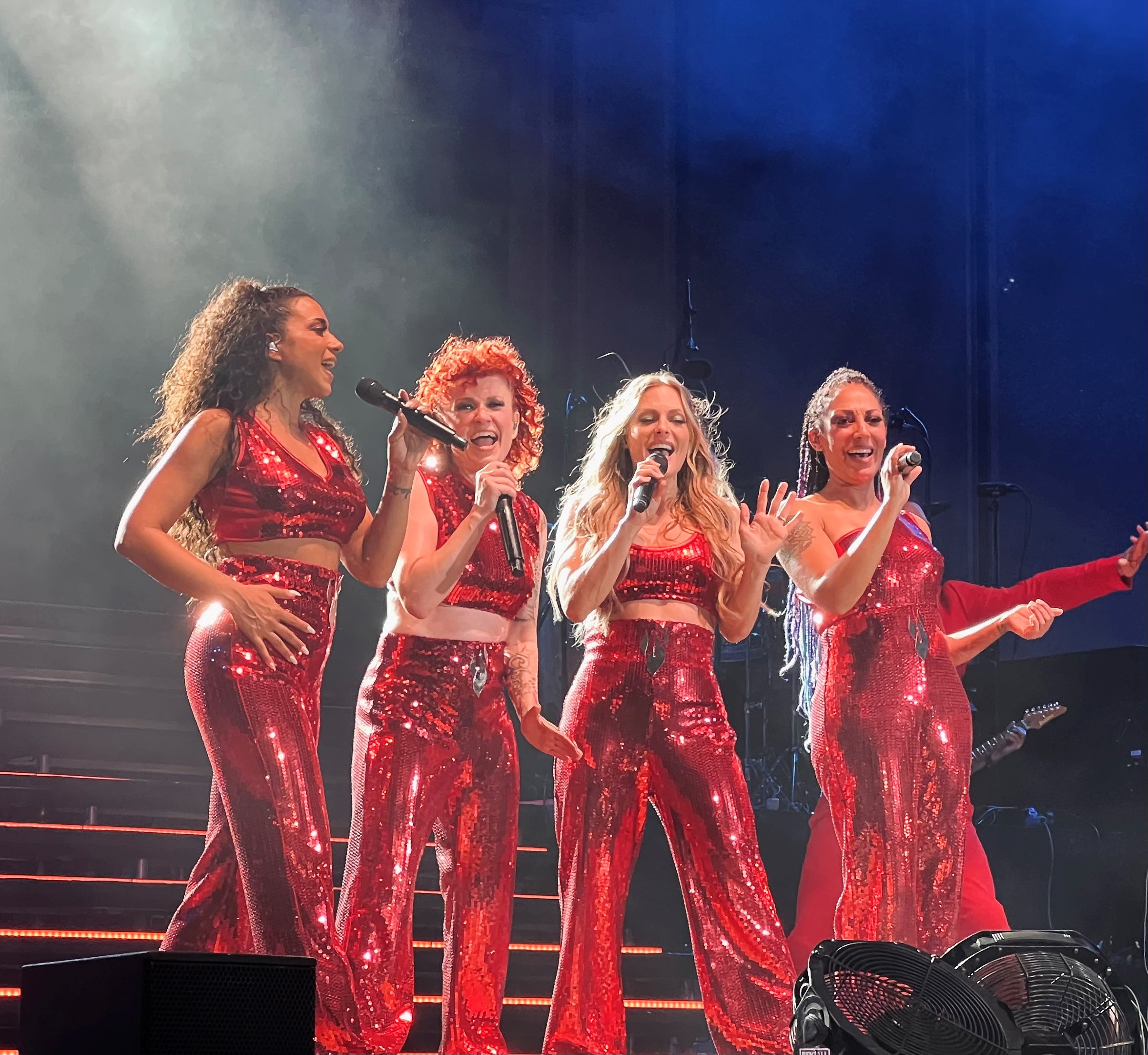
No Angels durante a sua turnê de reecontro, Celebration Tour, em Berlim (2022).

### Álbuns de estúdio
- Elle'ments (2001)
- Now... Us! (2002)
- Pure (2003)
- Destiny (2007)
- Welcome to the Dance (2009)
- 20 (2021)

### Singles
| 2001 | "Daylight in Your Eyes"                | Elle'ments                          | 1  | 1  | 1  | 1 |
| 2001 | "Rivers of Joy"                        | Elle'ments                          | 7  | 11 | 10 | - |
| 2001 | "There Must Be an Angel"               | Elle'ments                          | 1  | 1  | 2  | 1 |
| 2001 | "When the Angels Sing"/"Atlantis 2001" | Elle'ments / Now ... Us!            | 5  | 5  | 16 | - |
| 2002 | "Something about Us"                   | Now ... Us!                         | 1  | 1  | 11 | - |
| 2002 | "Still in Love with You"               | Now ... Us!                         | 2  | 4  | 10 | - |
| 2002 | "Let's Go to Bed"                      | Now ... Us!                         | 12 | 46 | -  | - |
| 2002 | "All Cried out"                        | Now ... Us! / When the Angels Swing | 18 | 23 | 56 | - |
| 2003 | "No Angel (It's All in Your Mind)"     | Pure                                | 1  | 10 | 46 | - |
| 2003 | "Someday"                              | Pure                                | 5  | 16 | 36 | - |
| 2003 | "Feelgood Lies"                        | Pure                                | 3  | 12 | 29 | - |
| 2003 | "Reason"                               | The Best of No Angels               | 9  | 12 | 28 | - |
| 2007 | "Goodbye to Yesterday"                 | Destiny                             | 4  | 21 | 16 | - |
| 2007 | "Maybe"                                | Destiny                             | 36 | 62 | -  | - |
| 2007 | "Amaze me"/"Teardrops"                 | Destiny                             | 25 | -  | -  | - |
| 2008 | "Disappear"                            | Destiny Reloaded                    | 4  | 37 | 96 | - |
| 2009 | "One Life"                             | Welcome To The Dance                | 15 | -  | -  | - |

## Integrantes
| Mitglied | Mitglied       | 2000      | 2000      | 2001      | 2001      | 2002      | 2002      | 2003      | 2003      | 2004      | 2004      | 2005 | 2005 | 2006 | 2006 | 2007      | 2007      | 2008      | 2008      | 2009      | 2009      | 2010      | 2010      | 2011      | 2011      | 2012      | 2012      | 2013      | 2013      | 2014      | 2014      | 2015 | 2015 | 2016 | 2016 | 2017 | 2017 | 2018 | 2018 | 2019 | 2019 | 2020 | 2020 | 2021 | 2021 | 2022 | 2022 | 2023 | 2023 | 2024 | 2024 |
| -------- | -------------- | --------- | --------- | --------- | --------- | --------- | --------- | --------- | --------- | --------- | --------- | ---- | ---- | ---- | ---- | --------- | --------- | --------- | --------- | --------- | --------- | --------- | --------- | --------- | --------- | --------- | --------- | --------- | --------- | --------- | --------- | ---- | ---- | ---- | ---- | ---- | ---- | ---- | ---- | ---- | ---- | ---- | ---- | ---- | ---- | ---- | ---- | ---- | ---- | ---- | ---- |
|          | Vanessa Petruo | 2000–2004 | 2000–2004 | 2000–2004 | 2000–2004 | 2000–2004 | 2000–2004 | 2000–2004 | 2000–2004 | 2000–2004 | 2000–2004 |      |      |      |      |           |           |           |           |           |           |           |           |           |           |           |           |           |           |           |           |      |      |      |      |      |      |      |      |      |      |      |      |      |      |      |      |      |      |      |      |
|          | Nadja Benaissa | 2000–2004 | 2000–2004 | 2000–2004 | 2000–2004 | 2000–2004 | 2000–2004 | 2000–2004 | 2000–2004 | 2000–2004 | 2000–2004 |      |      |      |      | 2007–2010 | 2007–2010 | 2007–2010 | 2007–2010 | 2007–2010 | 2007–2010 | 2007–2010 | 2007–2010 |           |           |           |           |           |           |           |           |      |      |      |      |      |      |      |      |      |      |      |      | 2021 | 2021 | 2021 | 2021 | 2021 | 2021 | 2021 | 2021 |
|          | Lucy Diakovska | 2000–2004 | 2000–2004 | 2000–2004 | 2000–2004 | 2000–2004 | 2000–2004 | 2000–2004 | 2000–2004 | 2000–2004 | 2000–2004 |      |      |      |      | 2007–2014 | 2007–2014 | 2007–2014 | 2007–2014 | 2007–2014 | 2007–2014 | 2007–2014 | 2007–2014 | 2007–2014 | 2007–2014 | 2007–2014 | 2007–2014 | 2007–2014 | 2007–2014 | 2007–2014 | 2007–2014 |      |      |      |      |      |      |      |      |      |      |      |      | 2021 | 2021 | 2021 | 2021 | 2021 | 2021 | 2021 | 2021 |
|          | Sandy Mölling  | 2000–2004 | 2000–2004 | 2000–2004 | 2000–2004 | 2000–2004 | 2000–2004 | 2000–2004 | 2000–2004 | 2000–2004 | 2000–2004 |      |      |      |      | 2007–2014 | 2007–2014 | 2007–2014 | 2007–2014 | 2007–2014 | 2007–2014 | 2007–2014 | 2007–2014 | 2007–2014 | 2007–2014 | 2007–2014 | 2007–2014 | 2007–2014 | 2007–2014 | 2007–2014 | 2007–2014 |      |      |      |      |      |      |      |      |      |      |      |      | 2021 | 2021 | 2021 | 2021 | 2021 | 2021 | 2021 | 2021 |
|          | Jessica Wahls  | 2000–2002 | 2000–2002 | 2000–2002 | 2000–2002 | 2000–2002 | 2000–2002 |           |           | 2004      | 2004      |      |      |      |      | 2007–2014 | 2007–2014 | 2007–2014 | 2007–2014 | 2007–2014 | 2007–2014 | 2007–2014 | 2007–2014 | 2007–2014 | 2007–2014 | 2007–2014 | 2007–2014 | 2007–2014 | 2007–2014 | 2007–2014 | 2007–2014 |      |      |      |      |      |      |      |      |      |      |      |      | 2021 | 2021 | 2021 | 2021 | 2021 | 2021 | 2021 | 2021 |